# GPS2
 G-белок супрессор сигнального пути 2  — белок, который у человека кодируется  геном  GPS2.
Этот ген кодирует белок, участвующий в сигнальных каскадах G-белок митоген-активируемой протеинкиназы (МАРК). При избыточной экспрессии в клетках млекопитающих, этот ген может сильно подавить RAS и МАРК-опосредованный сигнал и мешать активности JNK, давая основания предположить, что подавление сигнала может быть основной функцией этого гена. Кодируемый белок является неотъемлемой субъединицей комплекса NCOR1-HDAC3 (ядерного корепрессора рецептора 1-гистондезацетилазы 3) и было обнаружено, что этот комплекс ингибирует активацию JNK посредством этой субъединицы и, таким образом, потенциально может обеспечить альтернативный механизм гормоно- опосредованного антагонизма действию белка AP1 (активатор белка 1).

## Взаимодействия
GPS2, как было выявлено, взаимодействует с циклин A1, TBL1X, корепрессор ядерного рецептора 1, p53, EP300, HDAC3 и C21orf7.